# Ludwig Ferdinand Herbst

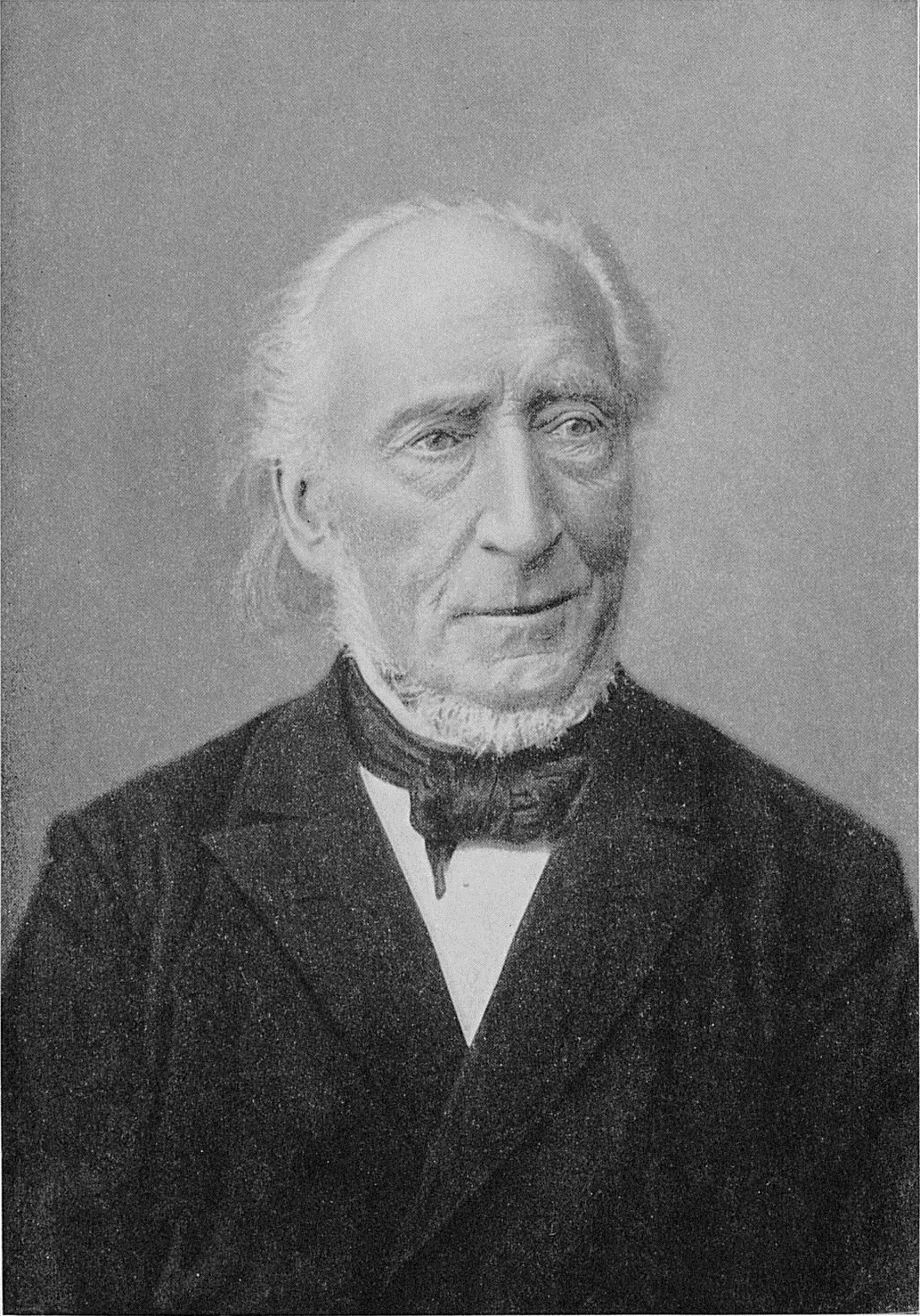
Ludwig Ferdinand Herbst

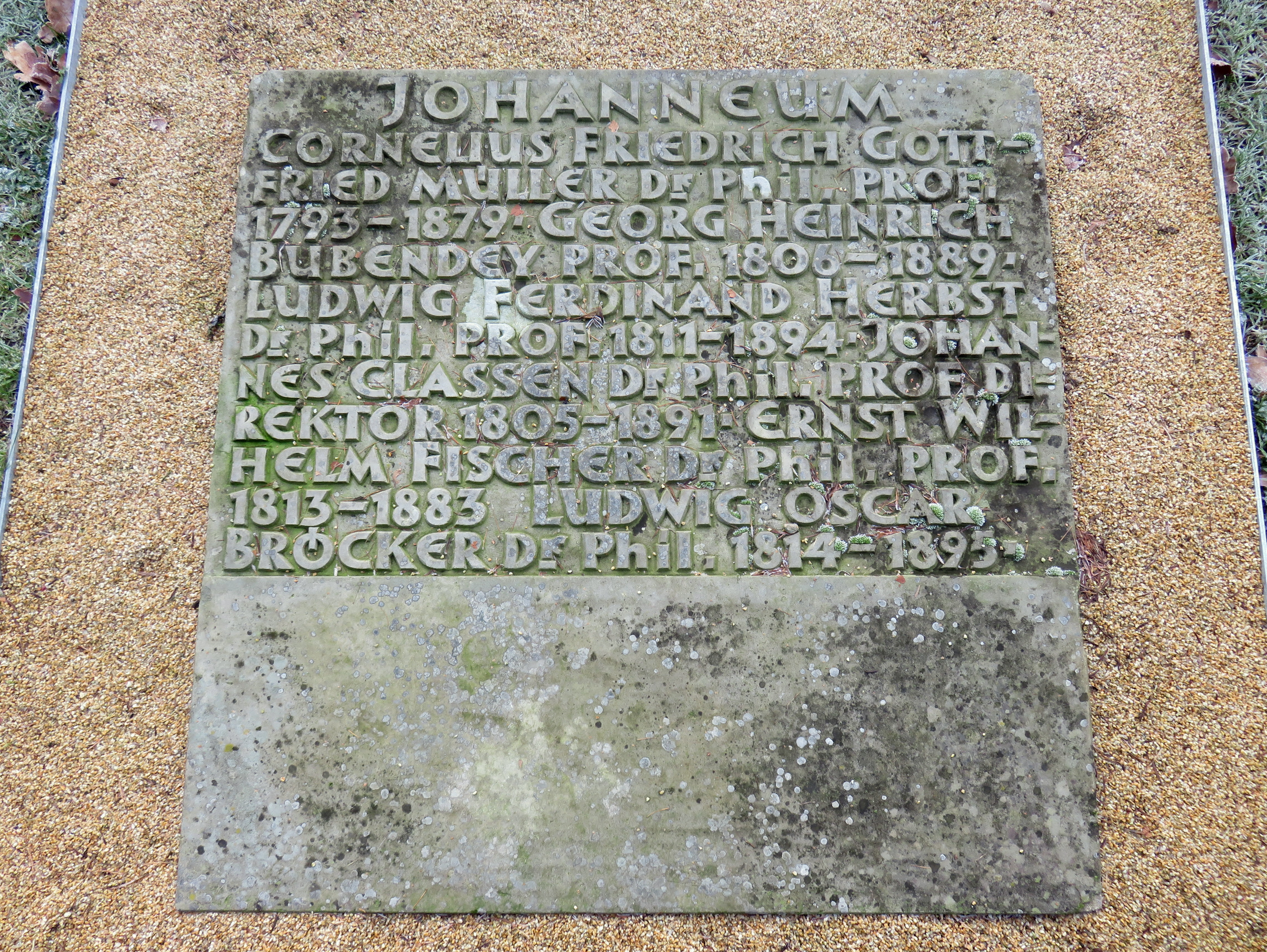
„Ludwig Ferdinand Herbst Dr. Phil. Prof.“, Sammelgrab Johanneum

Ludwig Ferdinand Herbst (auch Louis Ferdinand Herbst, * 30. Juni 1811 in Hamburg; † 23. November 1894 ebenda) war ein deutscher Klassischer Philologe und Gymnasiallehrer.

## Leben
Ludwig Ferdinand Herbst, der Sohn des Schuhmachermeisters Johann Peter Herbst (1773–1858), besuchte von 1824 bis 1831 die Gelehrtenschule des Johanneums und von 1831 bis 1832 das Akademische Gymnasium in Hamburg. Anschließend studierte er Klassische Philologie an den Universitäten zu Göttingen und Berlin, wo ihn insbesondere Karl Otfried Müller und Karl Lachmann prägten. Nach der Promotion zum Dr. phil. in Berlin 1835 kehrte er nach Hamburg zurück und unterrichtete ab dem 1. April an der Realschule des Johanneums, zunächst als Hilfslehrer, ab 1837 als Collaborator und ab 1840 als ordentlicher Lehrer. Zum 1. April 1851 wurde er als Professor an die Gelehrtenschule des Johanneums versetzt und blieb dort bis zu seinem Eintritt in den Ruhestand (Ostern 1876) tätig.
Herbst beschäftigte sich sein Leben lang mit dem Geschichtswerk des Thukydides. Er veröffentlichte Abhandlungen zu dessen Stil und zur Textkritik, deren Summe er im Ruhestand ausarbeitete. Ein Teil seiner Studien wurde erst nach seinem Tod vom Quedlinburger Gymnasiallehrer Franz Müller veröffentlicht.
Herbst war ab Mai 1844 mit Ida Kunhardt (1823–1870) verheiratet, der Tochter des Kaufmanns Carl Philipp Kunhardt. Ein Sohn des Ehepaars war der Maler Thomas Herbst (1848–1915).
Auf dem Ohlsdorfer Friedhof wird auf der Sammelgrabplatte Johanneum des Althamburgischen Gedächtnisfriedhofs unter anderem an Ludwig Ferdinand Herbst erinnert.

## Schriften (Auswahl)
- Die Rückkehr des Alcibiades. Hamburg 1843
- Die Schlacht bei den Arginusen. Hamburg 1855
- Ueber C. G. Cobet’s Emendationen im Thukydides. Leipzig 1857
- Über ἄν beim Futur im Thukydides. Hamburg 1867 (Schulprogramm)
- Zu Thukydides. Erklärungen und Wiederherstellungen. 2 Teile, Leipzig 1892–1893
- Zu Thukydides. Erklärungen und Wiederherstellungen. Aus dem Nachlass von Ludwig Herbst mitgeteilt und besprochen von Franz Müller. 3 Teile, Leipzig 1898–1900
- Zu Thukydides VIII. Die Unzulänglichkeit des Codex Vaticanus B. Aus dem Nachlass von Ludwig Herbst mitgeteilt durch Franz Müller. 3 Teile, Leipzig 1909–1913